# ني أوسر رع
نى اوسر رع (بالإنجليزية: Nyuserra)‏، هو سادس ملك فرعوني في الأسرة المصرية الخامسة، ويسمى في اليونانية راثوريس. وقد تولى الحكم لمدة 25 عام، في الفترة من (2416 ق.م - 2392 ق.م). واسم ميلاده يعني «الملك من قوة رع». والملك ني أوسر رع هو ابن للملك نفر إر كا رع (كاكاي) من زوجته الملكة خنت كاوس الثانية وأخيه الملك نفر اف رع.
يعتقد بعض العلماء أنه حكم مصر لمدة 30 عام أو أكثر. وتشير آثاره التي بناها في منطقة أبو صير إلى نشاط كبير في إقامة البنايات، فمنها هرمه ومنطقته، وبنائه لمعبد الشمس، وتكملة مقبرة والده، ومقبرة أخيه ومقبرة أمه.
قام بإنابة «وزير» Tjati لمتابعة مرافق الحياة في البلاد. كما أرسل بعثات حربية إلى وادي المغارة بسيناء وإلى النوبة لتأمين محاجر استخراج النحاس والذهب؛ وكانت له علاقات تجارية مع جبيل (في لبنان اليوم). عدل الطقوس الدينية وبصفة خاصة في الطقوس الجنائزية للملك بعد وفاته، واتبعت تلك الطقوس حتى عصر الدولة المصرية الوسطى.

## نظام الحكم

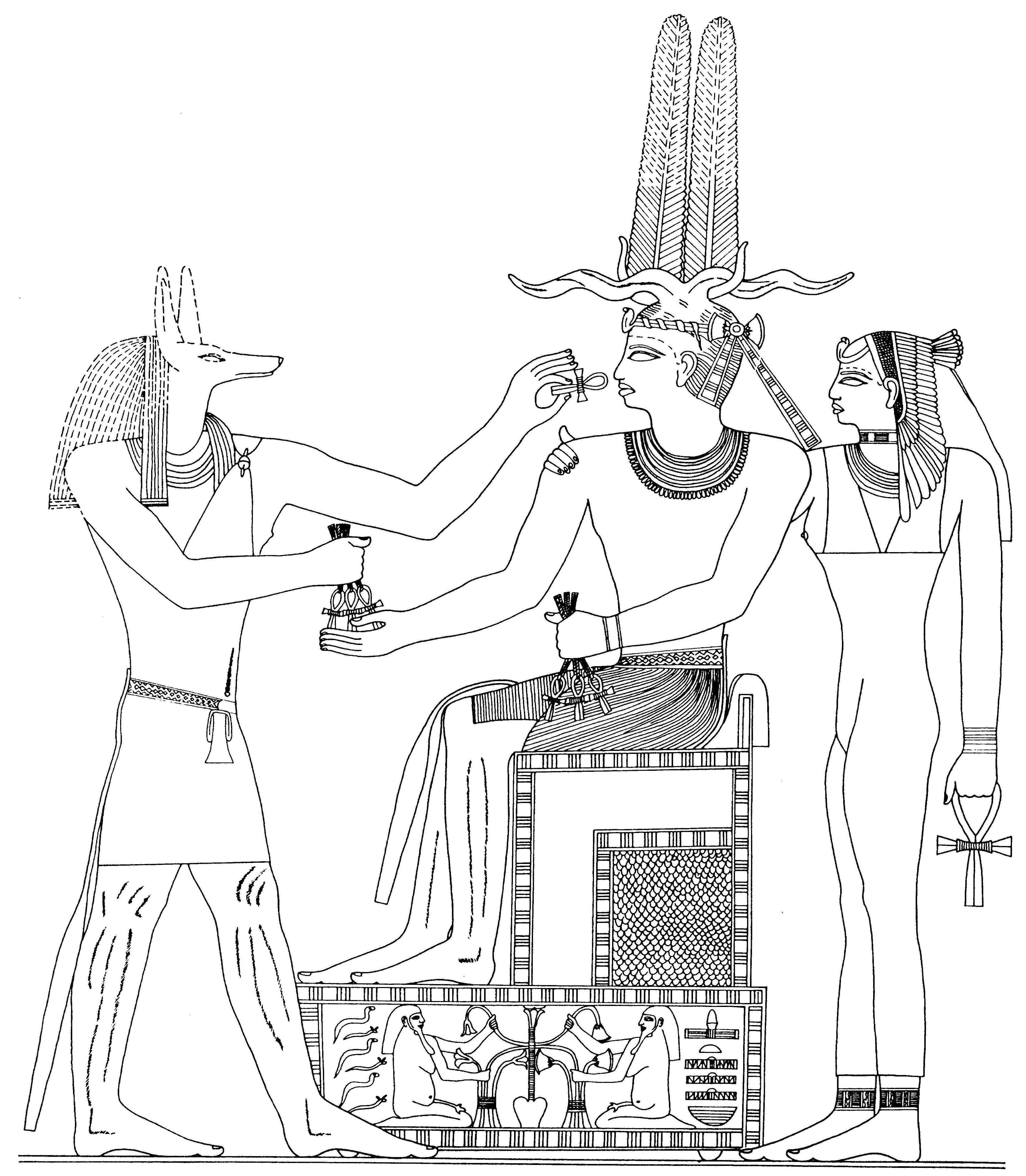
ني أوسر رع يتقبل الحياة من الإله أنوبيس - وجدت في المعبد الجنائزي بأبي صير.

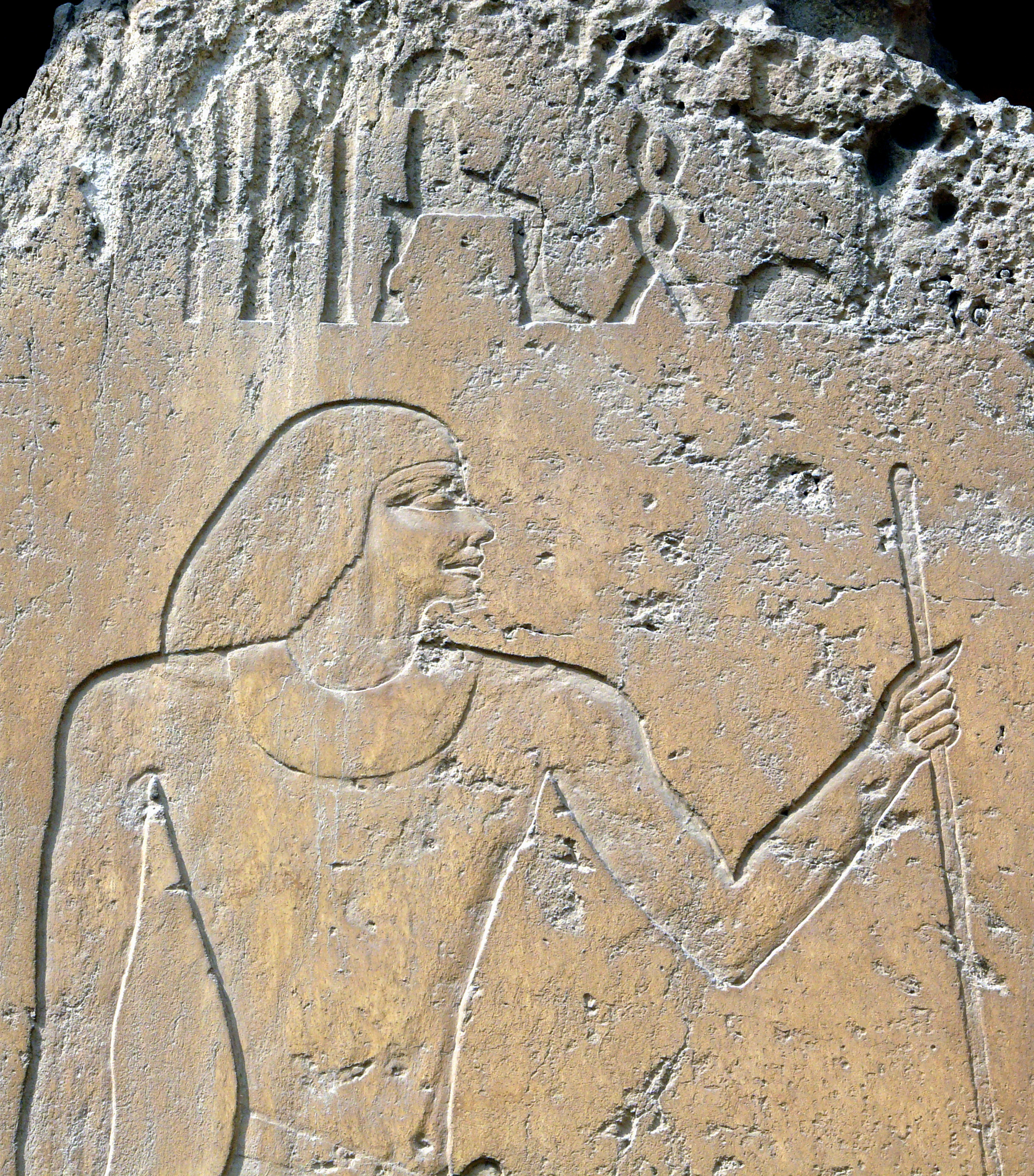
تقلد "بتاح شبسيس" مقاليد "الوزير" أثناء حكم الملك ني-أوسر-رع، (لوحة من مصطبة بتاح شبسيس في أبي صير).

عمل ني-أوسر-رع على تركيز حكم البلاد وتوكيلها إلى «وزير» يقوم بأعلى وظائف القصر ويرعاها. فجمع وظيفة «رئيس غرفتي الثروة»، و «رئيس الشونتين»، و«رئيس غرفتي حلي الملك» في يد وزير Tjati.
بذلك تجمعت كل شئون البلاط الملكي في وظيفة واحدة. كما ظهرت في عهده أيضا وظيفتين جديدتين حملهما وزير يدعى «كاي»، فكان هذا «رئيسا للبيت العالي» بوظيفة قضائية، ثم رقي إلى مرتبة وزير بلقب «رئيس 6 البيوت الكبيرة» وكبير القضاة على مصر. كما حمل «كاي» أيضا لقب «محافظ مصر العليا».
كذلك يذكر التاريخ تقليد «من نفر» وبتاح شبسيس مقاليد الوزارة أثناء حكم ني-أوسر-رع. كما يشير بعض علماء الآثار أن الوزير «سخم عنخ بتاح» كان أيضا أثناء حكم ني-أوسر-رع 
. وكان بتاح شبسيس قد وصل إلى أعلى المراتب في الدولة بزواجه من الأميرة «غاميرر نبتي» ويدل على ذلك مقبرته التي بناها والتي تعتبر أكبر مقبرة خاصة من الدولة القديمة. 

## العلاقات التجارية والحملات
توجد في وادي المغارة بسيناء لوحتان منقوشتان في الصخور من عهد ني-أوسر-رع. اخذت أحدهما إلى المتحف المصري بالقاهرة. 
تدل اللوحتين على استغلال ني-أوسر-رع استخراج النحاس واحجار الفيروز الكريمة من منطقة هذا الوادي.

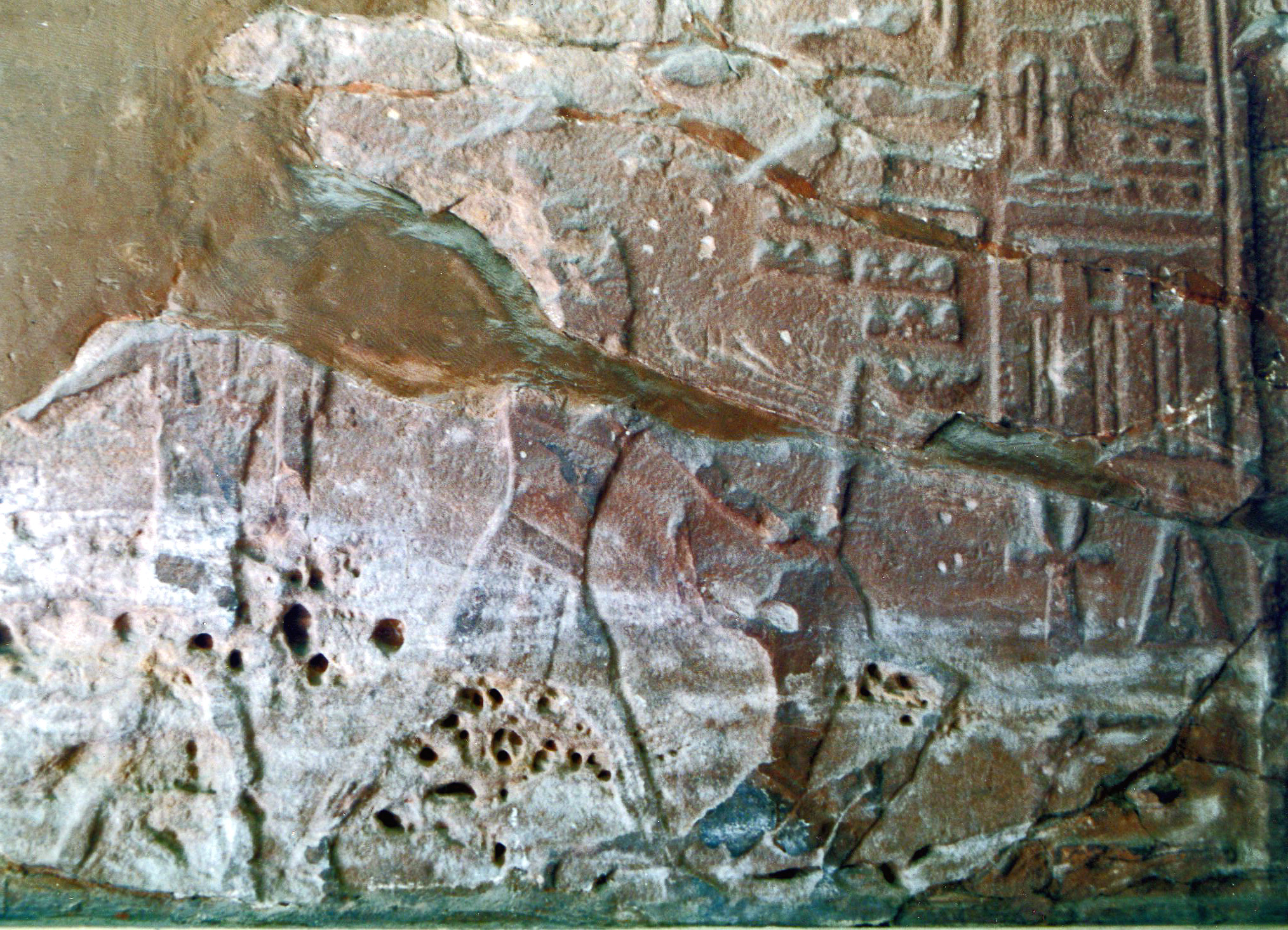
نقوش من وادي المغارة بسيناء من عهد ني-أوسر-رع.

وكانت للملك علاقات تجارية مع بلاد الشام، وتدل عليها تبادل التجارة مع جبيل على البحر الأبيض المتوسط، وتقع حاليا في لبنان، حيث عثر فيها على أحد تماثيل «ني-أوسر-رع»، وكذلك من شقفة قارورة من مدينة «ترافرتين» تحمل اسمه.
ويدل على نشاطه في الجنوب في النوبة والعثور على ختم كان موجودا في قلعة بوهين عند الشلال الثاني على النيل. كما وجد جزء من لوحة حجرية نقش عليها اسم الملك ني-أوسر-رع وجدت في أحد محاجر الجنيس (نوع من أحجار فلدسبار).

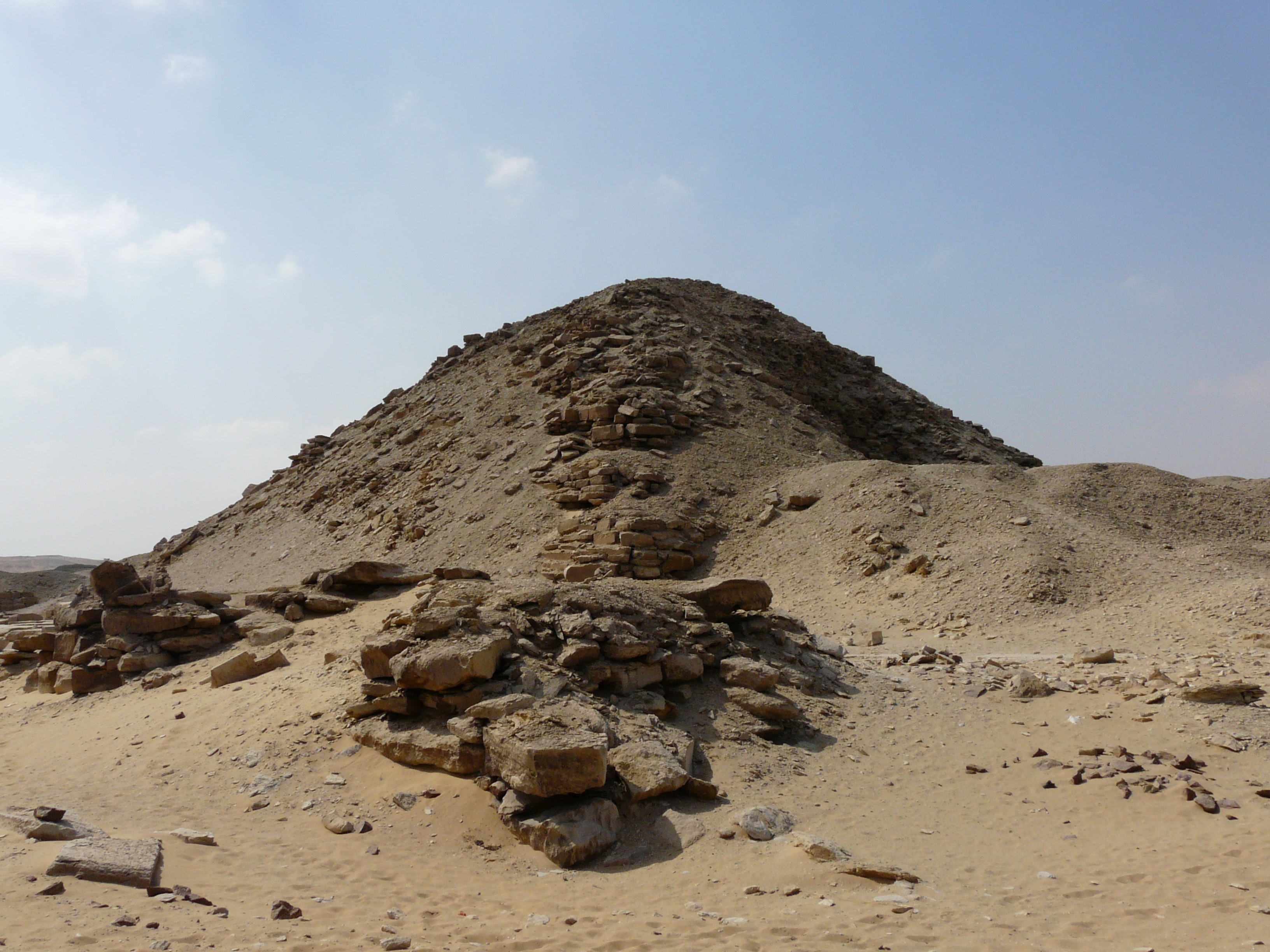
هرم ني-اوسر-رع في أبي صير حاليا

## أنشطته المعمارية

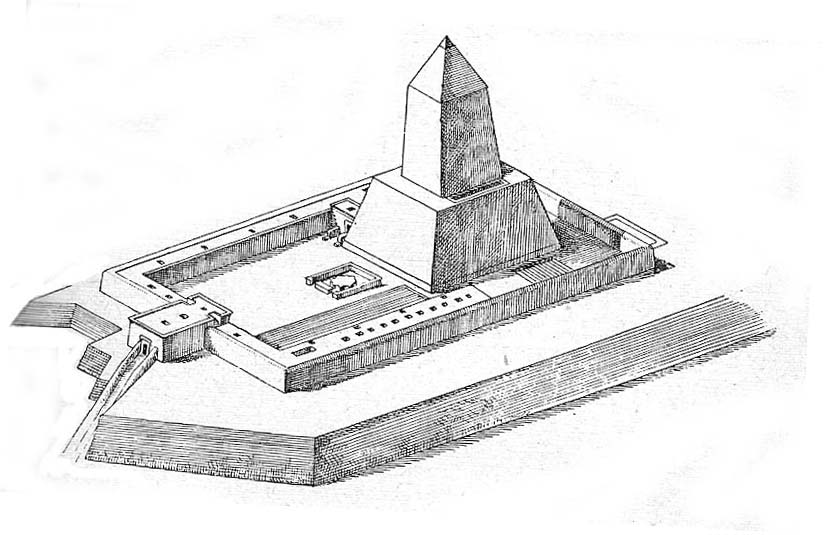
مخطط لودفيج بورشاردت لمعبد الشمس في أبو صير ني أوسر رع

قام ني أوسر رع ببناء منشآت عديدة في أبو صير فاقت ما بني قبل ذلك في تلك المنطقة. فبعد وفاة أبيه ثم أخيه بعد فترة حكم قصيرة، واجه ني أوسر رع عدة مشروعات بنائية لم تكتمل بعد، فأكملها. من ضمنها مقبرة «نفر ير كا رع» و «رع نفر إف»، ومقبر ة أمه «خنتكاوس الثانية». وقام ببناء هرمه مجاورا لهرم أبيه حيث لم تسمح تضاريس المنطقة بغير ذلك. واضطر لبناء مقابر زوجاته في جنوب أبي قير بالقرب من مقبرة أخيه ومقبرة أمه.
كما قام ببناء معبد الشمس في منطقة أبو غراب في الجزى الشمالي من أبي صير.
بعد وفاة ني أوسر رع فقدت منطقة أبي صير موقعها كمنطقة لمقابر المفراعنة. فكان هو آخر فرعون يبني مقبرته فيها. وبنى خليفته من-كا-حور مقبرته في سقارة. إلا أن الملك «جد-كا-رع» قام ببناء مقابر عائلته في أبي صير.

## تكملتة لبنيات من سبقوه

### هرم نفر-ير- كا-رع

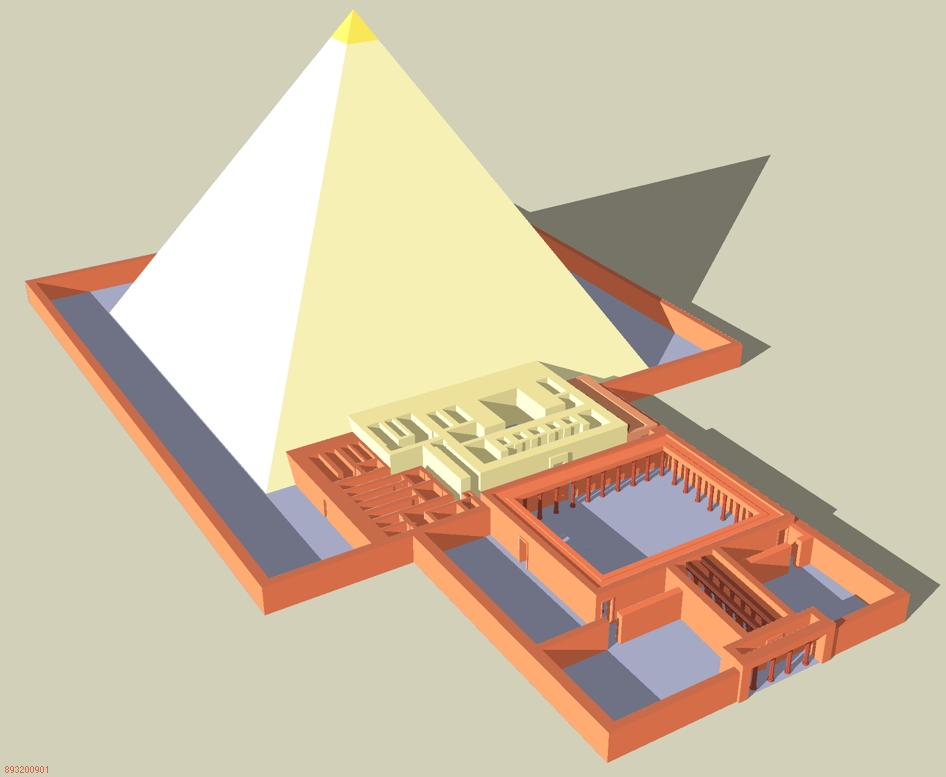
نموذج لهرم نفر-ير-كا-رع. التكملة معلمة باللون الأحمر.

يبلغ طول وعرض قاعدة هذا الهرم 105 متر وكان ارتفاعه 72 متر، حيث أراد نفر يركا رع بناء منشآت تفوق من سبقه. وتوفي مبكرا وترك تغطية الهرم والمنشأت حوله لم تكتمل. ومن المحتمل أن يكون تكملة المعبد الجنائزي له قد تمت في عهد «رع-نفر-إف» في ناحية الشرق. 
ويبدو أن ني-أوسر-رع لم يكن هو من قام ببناء طريق المراسيم بين معبد الوادي والمعبد الجنائزي ل «نفر-ير-كا-رع». ولكنه بني قام ببناء منشآت للكهنة في جنوب المعبد الجنائزي، وأرشيف، حيث عثر فيها على برديات أبي صير.

### هرم خنتكاوس الثانية

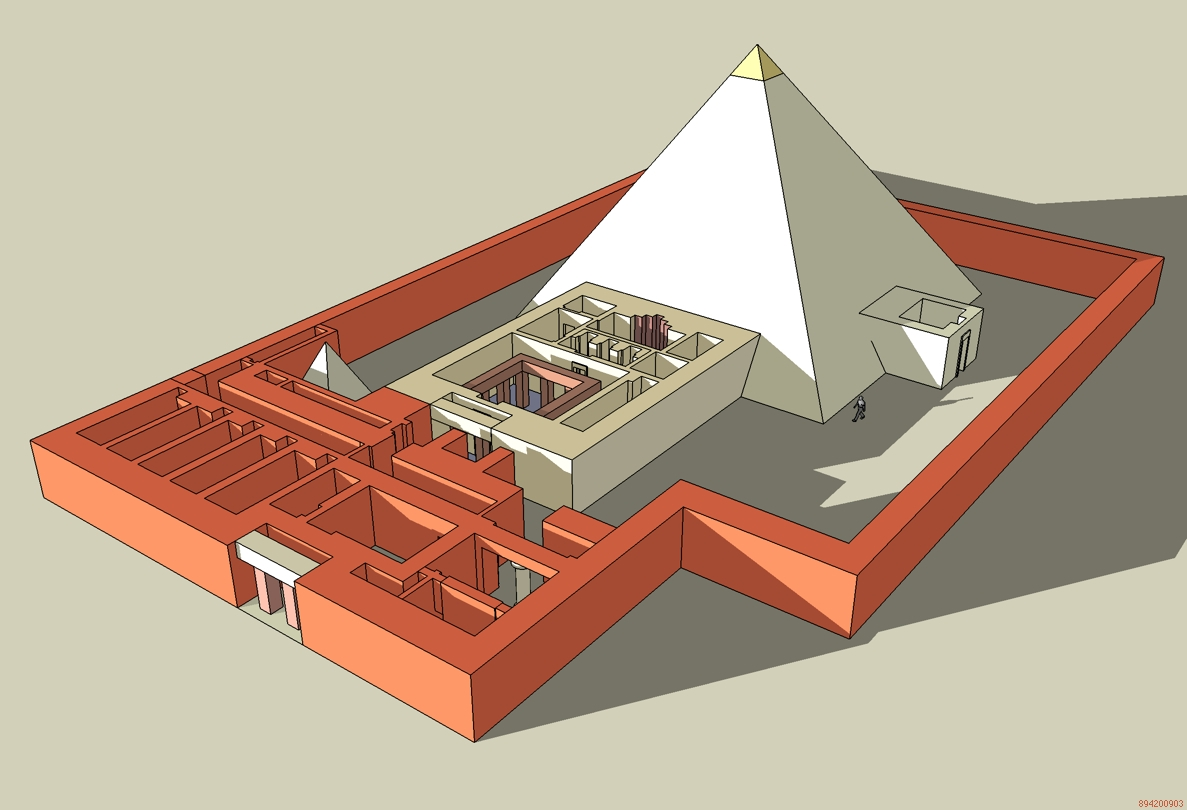
نموذج لهرم الملكة خنتكاوس الثانية.

بوفاة الملك «نفر-ير كا-رع» توقفت عمليات بناء هرم زوجته الملكة «خنتكاوس الثانية» أيضا. ومن كتابات العمال على احجار الهرم نعرف أن نصف الهرم تقريبا قد تم بناه خلال السنة 10 أو 11 من حكم «نفر-ير-كا-رع».
لم تكتمل بنية هرم خنتكاوس الثانية خلال حكمي «رع-نفر-إف» و " "شيسيس-كا-رع«، وقام: ني-أوسر -رع» بتكملته. اكمل التغطية بالحجر الجيري الأبيض، وبنى عند وادهته الشرقية المعبد الجنائزي لهذا الهرم الخاص بأمه.
كما قام ببناء هرم صغير في الجزء الجنوبي الشرقي من هرم أمه «خنتكاوس الثانية» ليكون مصلى للعبادة، وكان ذلك تجديدا للطقوس، حيث كانت الأهرامات الصغيرة المجاورة لالفرعون تختص فقط بالملوك. كما أحاط مجمع الأهرامات لأمه بحائط يفصله عن هرم «نفر-ير-كا-رع».

### هرم رع-نفر-إف

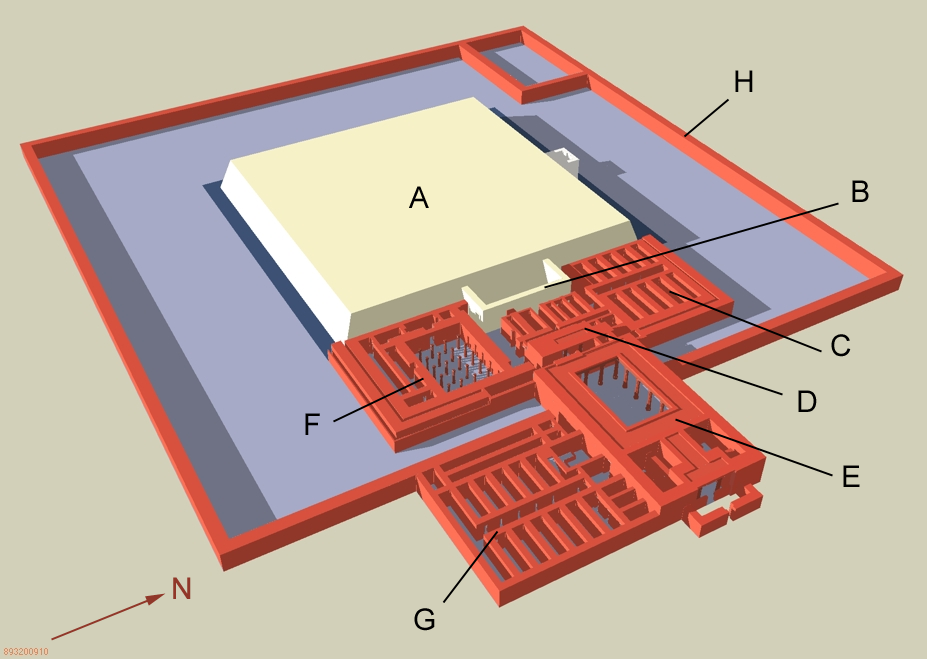
نموذج لهرم "رع-نفر-إف". أكمله "ني-أوسر-رع" (أحمر) بالطوب اللبن.

عندما توفي «رع-نفر-إف» بعد فتر حكم قصيرة لم يكن من هرمه سوي مصطبة جاهزة علوها نحو 7 أمتار. لهذا ألغي التصميم الأصلي وتحول البناء بالفعل إلى مصطبة. وبعد تقلد ني-أوسر-رع مقاليد الحكم قام بتكملة عمليات البناء فيها بالطوب اللبن. كما بنى في الجزء الشرقي للمعبد الجنائزي الحجري حجرات مخازن، وفي جنوبه قام ببناء بهو مسقوف بالخشب مزين بالنجوم ومرفوع عل أعمدة خشبية مزينة ققمها في هيئة زهرة اللوتس.
وأحاط مجمع المصطبة ومعبدها بحائط، واقام في شرقها مذبحا للمراسيم الجنائزية. هذا التصميم الأولي قام ني-أوسر-رع بعد ذلك بتغييره أثناء العمليات الأخيرة للبناء وجعل المنشأت في هيئة حرف T، وظل هذا التصميم متبعا لتصميمات المعابد الجنائزية لملوك الاسرة الخامسة الذين حكموا من بعده.
وبنى في الشرق بهو آخر خشبي مسقوف ومرفوع على
22 من الأعمدة، مزود ببهو في المدخل، وزود المدخل بعمودين من الحجر الجيري في هيئة نبات البردي.ولكنه لم يكمل بناء معبد الوادي لهذا المجمع وتوصيلهما بطريق للطقوس الجنائزية.

### هرم ني-أوسر-رع
| . |

لبناء مجمع هرمه اختار نيج-وسر-رع مكانا بين هرم ابيه «نفر-ير-كا-رع» وهرم جده ساحورع. يبلغ ضلع قادة هرمه 5و78 متر، وهو بنفس مساحة قادة هرم ساحورع. يتكون قلب الهرم من الحجر الجيري التي كونت من 7 مصاطب فوق بعضها البعض، وغطيت من الخارج بالحجر الجيري الأ بيض.
يوجد مدخل الهرم في الجزء الشمالي. ويتبع المدخل دهليز يتعوج يمينا ويسارا يؤدي إلى حجرة أولية. يوجد في وسط هذا الممر تظام للإغلاق بكتلة حجرية ضخمة من الجرانيت (يستعان في إغلاقها بتسريب رمل أسفل الكتلة، يتسرب في غرفتين صغيرتين على الجانبين، فتسقط كتلة الإغلاق). يوجد ممر متفرع من الحجرة الأولى من الناحية الغربية يؤدي إلى حجرة الدفن.
كل من الحجرتين مسقوف بثلاثة طوابق من الأسقف الحجرية الكبيرة في شكل السرج وهي من الحدجر الجيري. ونظرا لأن مكونات الهرم قد سرقت واخذ منه أحجارا كثيرة فيصعب معرفة شكل الغرفتين تماما. كما لم يعثر على أثاث أو حلي في الحجرتين.
يتميز المعبد الجنائزي لهرم ني-أوسر-رع بانزياح جهته الشرقية نحو الجنوب، وبهذا لا تتخذ قاعدة المعبد الشكل T وأنما في شكل حرف L. يحيط بهدا الجزء الشرقي حجرات مخازن وبهو مسقوف وبهو مفتوح تحيطه اعمدة. كما يفصل دهليز بين الجزء الشرقي للمعبد وجزئه الغربي، والذي تقام فيه الطقوس الجنائزية. 
عثر في هذا الدهليز على بقايا تمثال في شكل الأسد.
ومن التصميمات الفريدة ل «ني-أوسر-رع» غرفة مربعة يتوسطها عمود، وتتصل ببهو للقرابين، وقد اتبع هذا التصميم بعد ذلك خلال حكم من خلفوا ني_أوسر-رع وحتى الدولة المصرية الوسطى وما يرتبط بها من طقوس.
وبنى هرم صغير للعبادة عند الركن الجنوبي الشرقي للهرم. وأحاط مجمع الأهرام بحائط وعززة بزوايا قوية غند الجنوب والشمال الشرقيين. تلك التعزيزات تعتبر التصميم المبدئي الذي اتخذته بعد ذلك تصميم الصراح.
أما معبد الوادي الذي كان واقعا على النيل فقد بدأ بناؤه في عهد أبيه «نفر-ير-كا-بع»، فأكمله ني أوسر رع، كما اكمل طريق الطقوس المؤدي إلى هرمه وهرم أبيه. يوجد لمعبد الوادي مدخلان: مدخل من الشرق، حيث كان يوجد الميناء في القديم، ومدخل في الغرب. ويتكون وسط المعبد من حجرة لها نيشات عديدة (محاريب) يعتقد أنها كانت تحوي تماثيل للملك، وعثر بالقرب منها على رأس تمثال لأحد زوجاته، وهي الملكة «ربوت- نبو» وبقايا تماثيل لأعدائه الذين هزمهم.

## اقرأ أيضا
- أبو غراب
- معبد الشمس ني-أوسر-رع
- أهرامات أبو صير
- أسرة مصرية خامسة